# Savannah Steyn
Savannah Steyn (* April 1996 in London) ist eine britische Schauspielerin.

## Leben und Karriere
Steyn wurde in London geboren und großgezogen. Sie lernte Schauspiel an der BRIT School und der Guildhall School of Music and Drama.
Seit 2017 mit einer Rolle in The Tunnel – Mord kennt keine Grenzen tritt sie in Fernsehserien auf. Dem folgte 2018 eine Nebenrolle über mehrere Episoden in Wannabe. Ihre erste Hauptrolle hatte sie als Polizistin in der Science-Fiction-Serie Intergalactic. In der ersten Staffel von House of the Dragon spielte sie durch Zeitsprünge als zweite Darstellerin eine jugendliche Laena Velaryon.

## Filmografie
- 2016: Fulcrum (Kurzfilm)
- 2017–2018: The Tunnel – Mord kennt keine Grenzen (Fernsehserie, 3 Episoden)
- 2018: Wannabe (Fernsehserie, 4 Episoden)
- 2018: Shortflix (Miniserie, 1 Episode)
- 2018: A Discovery of Witches (Fernsehserie, 1 Episode)
- 2019: Crawl (Film)
- 2020: Mister Winner (Fernsehserie, 1 Episode)
- 2021: Intergalactic (Fernsehserie, 8 Episoden)
- 2022: House of the Dragon (Fernsehserie, 1 Episode)
- 2024: 5lbs of Pressure